# Norfolk-Klasse
Die Norfolk-Klasse war eine Klasse von Schweren Kreuzern der britischen Royal Navy. Sie war eine Unterklasse der County-Klasse. Sie bestand aus den zwei Schiffen Norfolk und Dorsetshire. Beide Einheiten kamen im Zweiten Weltkrieg hauptsächlich als Geleitschutz zum Einsatz.

## Technik

### Antrieb und Rumpf
Die Rumpflänge der beiden Schiffe betrug 186 m an der Wasserlinie und 192–193 m über Alles. Sie war 20 m breit und hatte einen Tiefgang von 5 Metern. Die Wasserverdrängung lag standardmäßig bei 10.035 ts und voll beladen bei mehr als 13.400 ts. Angetrieben wurde sie durch vier Parsons-Getriebedampfturbinen, die aus acht Admiralty-Kesseln ihren Dampf erhielten. Die Höchstgeschwindigkeit lag bei 32,5 Knoten. Die Kreuzer erreichten als Dauerhöchstgeschwindigkeit 31 kn, wobei die gesamte Leistung der Turbinen bei insgesamt 80.000 PS lag. Der Brennstoffvorrat von 3320 Tonnen Schiffsdiesel reichte bei 12 Knoten Marschgeschwindigkeit für 12.000 Seemeilen Fahrstrecke, also fast für eine halbe Weltumkreisung.

### Bewaffnung

#### Hauptbewaffnung
Die Bewaffnung bestand aus acht Stück 8-inch-Schiffsgeschützen Mk VIII in vier Doppeltürmen Mk II, je zwei auf Vor- und Achterschiff. Die Magazine hatten eine Kapazität von 125 bis 150 Granaten bei der Ausführung für die County-Klasse.

#### Mittelartillerie, Flugabwehr, Torpedos und Bordflugzeuge
Die schwere Flugabwehr, die auch als Mittelartillerie diente, bildeten zunächst vier Mk-V-4-Inch-Geschütze in Einzellafetten, 1936/37 wurden die noch aus dem Ersten Weltkrieg stammenden Mk V durch acht moderne Mk XVI, die in vier Doppellafetten verbaut wurden, ersetzt.
Die leichte Flugabwehr bestand ursprünglich aus vier Geschützen vom Typ 40 mm Vickers Mk II (2-Pfünder) in Einzellafetten sowie vier 47 mm Vickers (3-Pfünder). 1933 wurden zwei Vierlingslafetten mit 12,7-mm-Fla-MG installiert. 1937 wurden die 2-Pfünder-Einzellafetten durch zwei Achtfachlafetten vom Typ Mark VIII ersetzt, sodass sich nun 16 40 mm Vickers 2-Pfünder an Bord befanden. Die Flugabwehrwaffen des Kalibers 47 mm wurden 1939 zugunsten von neun 20-mm-Oerlikon-Kanonen entfernt.
Weiter gehörten acht 21-Zoll (53,3-cm)-Torpedorohre in zwei Vierlingssätzen und zwei Supermarine-Walrus-Doppeldecker-Flugboote zur Ausrüstung des Kreuzers.

### Panzerung
Der Gürtel war mit 25 mm und die Munitionskammern mit einem kastenförmigen Schutz von 25 bis 102 mm gepanzert. Die Geschütztürme sowie Barbetten verfügten jeweils über eine Panzerdicke von 25 mm.

## Geschichte
Die Norfolk-Klasse war eine Unterklasse der County-Klasse. Sie bestand aus zwei Einheiten, der Norfolk und der Dorsetshire.
Beide Schiffe wurden 1927 auf Kiel gelegt, wobei die Kiellegung der Norfolk bereits am 8. Juli bei Fairfield Shipbuilders erfolgte. Bei ihrem Schwesterschiff hingegen fand diese erst am 21. September auf der Portsmouth Marinebasis statt. Die Norfolk wurde noch im Jahr 1928 am 12. Dezember, die Dorsetshire jedoch erst am 29. Januar 1929 vom Stapel gelassen. Am 30. April 1930 wurde die Norfolk schließlich in Dienst gestellt, womit dies genau fünf Monate vor der Indienststellung des Schwesterschiffes geschah.
Beide Schiffe wurden der Atlantic Fleet unterstellt, sodass die Einheiten auch bei der Invergordon-Meuterei anwesend waren, an der sie jedoch nicht teilnahmen. Ab 1933 bis 1936 war die Dorsetshire in Südafrika stationiert. Ihr Schwesterschiff hingegen wurde ab 1932 drei Jahre lang in der Karibik und danach vier Jahre lang auf der East Indies Station eingesetzt.
Die Dorsetshire wurde ab 1936 nach einer Überholung Teil der China Station, was auch ihre Aufgabe bei Ausbruch des Zweiten Weltkrieges war. Das Schwesterschiff befand sich zu Kriegsausbruch zu einer Überholung in Großbritannien. Im Laufe des Krieges wurden beide Einheiten sowohl für Handelsschutzoperationen als auch für Verfolgungen von großen deutschen Schiffen eingesetzt. Beide nahmen an der Versenkung des Schlachtschiffes Bismarck teil.
Die Dorsetshire wurde am 5. April 1942 von japanischen Trägerflugzeugen im Indischen Ozean versenkt. Die Norfolk war später noch an der Versenkung der Scharnhorst im Seegefecht vor dem Nordkap beteiligt. 1950 wurde sie zur Verschrottung verkauft.